# Dale-Dyke-Staudamm

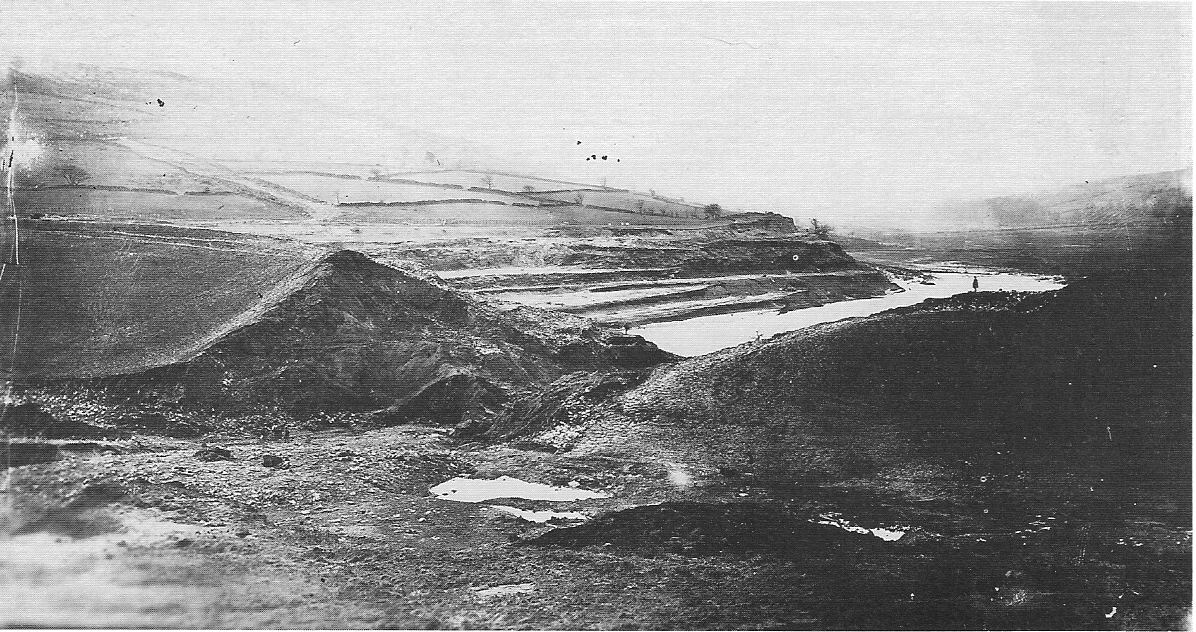
Der Staudamm kurz nach dem Bruch im März 1864

Der Dale-Dyke-Staudamm war ein Staudamm etwa 8 bis 10 Kilometer oberhalb der Stadt Sheffield in England. Er wurde von 1859 bis 1864 am Fluss Loxley von der Sheffield Water Company gebaut und war 25,50 Meter hoch. Der Stausee dahinter (das Bradfield Reservoir) war bis zu 21 Meter tief. Der Stauinhalt betrug rund 3 Millionen m³. Die Dammlänge betrug 270 Meter und die Kronenbreite 12 Meter.
Er brach am 11. März 1864 und verursachte eine Flutwelle, die Sheffield teilweise verwüstete und etwa 250 bis 270 Todesopfer forderte. Die Flut wird auch die „Große Flut von Sheffield“ (Great Sheffield Flood) oder die „Große Überschwemmung“ genannt.
Der Staudamm war fast fertig und zum ersten Mal gefüllt. Der Bruch geschah während stürmischem Wetter kurz vor Mitternacht. Wasser spritzte vom Wind getrieben über die Dammkrone. Zuerst gab es nur einen schmalen fingerbreiten Riss an der Luftseite. Der Chefingenieur des Wasserwerks, John Gunson, begutachtete den Riss und obwohl er ihn für gefahrlos hielt, wollte man den Stausee absenken. Mit dem normalen Ablass hätte das Tage gedauert, und so versuchte man, das Wehr am Überlauf zu sprengen, um eine größere Ausflussöffnung zu erzeugen. Bevor das gelang, vergrößerte sich der Riss, eine Bresche bildete sich und der Damm brach etwa um 23:30 Uhr zusammen. John Gunson konnte sich gerade noch retten.
Die Flutwelle stürzte das Tal hinab, durch Loxley und Hillsborough, dann den Fluss Don entlang und mitten durch Sheffield, Attercliffe und Rotherham. Die Flutwelle zerstörte 800 Häuser, alle Brücken in der Stadt einschließlich der Lady’s Bridge in der Stadtmitte. Leichen wurden später auch noch im weiter entfernten Mexborough gefunden.
Der Stausee war nach 47 Minuten fast leergelaufen.
Zehn Jahre später (von 1870 bis 1874) wurde rund 300 Meter weiter talaufwärts ein neuer Damm gebaut, der heute noch besteht.